# Regering-Van Cauwenberghe II
De regering-Van Cauwenberghe II (19 juli 2004 - 6 oktober 2005) was een Waalse Regering onder leiding van Jean-Claude Van Cauwenberghe. 
De regering bestond uit de twee partijen: PS (34 zetels) en cdH (14 zetels). Deze regering trad in werking op 19 juli 2004 na de Waalse verkiezingen van 2004 en volgde de regering-Van Cauwenberghe I op. Op 6 oktober 2005 nam Jean-Claude van Cauwenberghe ontslag. De regering-Di Rupo II volgde daarom deze regering op.

## Samenstelling
De regering-Van Cauwenberghe II telde negen ministers: zes voor de PS en drie voor het cdH.
| Naam | Naam                                | Partij | Partij | Functie en bevoegdheden                                                                |
| ---- | ----------------------------------- | ------ | ------ | -------------------------------------------------------------------------------------- |
|      | Jean-Claude Van Cauwenberghe (1944) |        | PS     | Minister-president                                                                     |
|      | André Antoine (1960)                |        | cdH    | Viceminister-president en Minister Huisvesting, Transport en Territoriale Ontwikkeling |
|      | Michel Daerden (1949-2012)          |        | PS     | Viceminister-president en Minister Begroting, Financiën, Uitrusting en Erfgoed         |
|      | Marie Arena (1966)                  |        | PS     | Minister Opleiding                                                                     |
|      | Philippe Courard (1966)             |        | PS     | Minister Binnenlandse Aangelegenheden en Ambtenarenzaken                               |
|      | Marie-Dominique Simonet (1958)      |        | cdH    | Minister Onderzoek, Nieuwe Technologieën en Buitenlandse Betrekkingen                  |
|      | Jean-Claude Marcourt (1956)         |        | PS     | Minister Economie en Werkgelegenheid                                                   |
|      | Christiane Vienne (1951)            |        | PS     | Minister Gezondheid, Sociale Actie en Gelijke Kansen                                   |
|      | Benoît Lutgen (1970)                |        | cdH    | Minister Landbouw, Landelijkheid, Milieu en Toerisme                                   |

Dehousse I · 
Damseaux · 
Dehousse II · 
Wathelet · 
Coëme · 
Anselme · 
Spitaels · 
Collignon I · 
Collignon II · 
Di Rupo I · 
Van Cauwenberghe I · 
Van Cauwenberghe II · 
Di Rupo II ·
Demotte I ·
Demotte II ·
Magnette ·
Borsus ·
Di Rupo III ·
Dolimont ·